# Cecilia Björk
Cecilia Carolina Björk, född 21 april 1952, i Bromma, Stockholm, nu bosatt i Julita, är en svensk arkitekt och författare.
Björk tog examen vid KTH, arkitekturlinjen, 1975 och vidareutbildade sig senare i restaureringskonst vid Kungliga Konsthögskolan 1990.
Som anställd på Stockholms stadsbyggnadskontor 1975–1992 arbetade Cecilia Björk med program för vård och förändring av befintlig bebyggelse, t.ex. Olovslund, Norra Ängby och Södra Ängby. Från år 1994 var Cecilia Björk anställd som borgarrådssekreterare vid stadsbyggnadsroteln i Stockholms stadshus, senare kanslichef fram till 2000. Därefter flyttade Björk till Julita utanför Katrineholm. Tillsammans med sambon Lars Nordling bedriver hon konsultverksamhet i firma Björk & Nordling Arkitektkontor AB. Sedan år 2003 är Björk fritidspolitiker i Katrineholms kommun för Socialdemokraterna och verksam som kulturnämndens ordförande.
Hon är syster till journalisten och historikern Gunnela Björk.